# 轻气球座

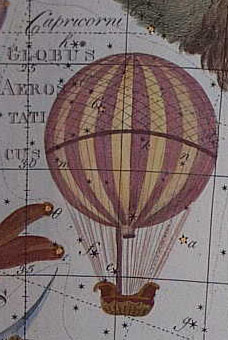
星图上的轻气球座

轻气球座（拉丁语：Globus Aerostaticus）是一个已经被废除的星座，1798年由法国天文学家熱羅姆·拉朗德创立。
轻气球座现在已经不再使用，其位置在摩羯座之南，大概属于现在的显微镜座天区。